# 金江煥
金江煥（韓語：김강환，1931年—)，北韓軍事人物，官至朝鮮人民軍上將、朝鮮勞動黨中央軍事委員會委員及朝鮮勞動黨中央軍事調查部部長。

## 生平
金江煥出生於平壤市，後在萬景臺革命學院和蘇聯軍事學院畢業，並加入朝鮮人民軍。1965年，他成為民族保衛省的作戰局副部長。3年後，晉升為少將，並被任命為人民軍總政治局副局長。之後，他又成為黨中央委員。1980年，他被選為中央軍委委員。翌年升為中將。
1982年，金江煥在最高人民會議選舉中當選為代議員。同年，又獲委任為人民軍總參謀部副參謀長，並得金日成勛章。1984年，升遷至黨中央軍事調查部部長。1991年，他晉升為上將。此後，再沒有其消息。

## 資料來源
1. 1 2 3 4 5  .   [2014-02-05]. （原始内容存档于2014-02-22）.